# Einar Sigurðsson
Einar Sigurðsson de Heydöl, ou Eydöl (1539-15 juillet 1626) était un poète islandais.
Principal poète religieux de son temps, il a débuté ses études à très jeune âge et a étudié à Hólaskóli (is). Il fut longtemps prêtre à Nesi dans la vallée d'Aðaldal (is), et y vécut avec un budget plutôt serré. Il a perdu sa première femme alors que ses enfants étaient jeunes, mais il s'est rapidement remarié et a eu de nombreux enfants avec sa seconde épouse.
Peu de temps après que son fils Oddur (is) est devenu évêque de Skálholt, il a accordé à son père Heydöl dans la vallée de Breiðdal (is), et Einar porte traditionnellement le nom de cette ville. Sa ferme y prospérait. Il était un bon ami de l'évêque Guðbrandur Þorláksson à Hólar. Ce dernier a approché Einar lorsqu'il a commencé à préparer la publication d'un recueil de poèmes chrétiens, qui a été publié en 1612 et sous le titre de Livre de la sagesse de Guðbrand (is). La première partie de ce livre est en grande partie écrite par Einar. Il récitait souvent des poèmes religieux selon les coutumes des vikivaki (is) (poèmes déclamés lors d'une danse du même nom), et Kvæð af stallinn Kristí est un de ses poèmes les plus connus.